# Gentry County
Das Gentry County ist ein County im US-amerikanischen Bundesstaat Missouri. Im Jahr 2020 hatte das County 6162 Einwohner und eine Bevölkerungsdichte von 5 Einwohnern pro Quadratkilometer. Der Verwaltungssitz (County Seat) ist Albany, das nach der gleichnamigen Stadt Albany in New York benannt wurde.

## Geografie
Das County liegt im Nordwesten von Missouri, ist im Norden etwa 30 km von Iowa sowie im Südwesten etwa 40 km von Nebraska und Kansas entfernt. Es hat eine Fläche von 1274 Quadratkilometern, wovon ein Quadratkilometer Wasserfläche ist.
Das County wird vom Grand River durchflossen, einem aus Iowa kommenden linken Nebenfluss des Missouri River.
An das Gentry County grenzen folgende Nachbarcountys:
|                | Worth County  |                 |
| Nodaway County |               | Harrison County |
| Andrew County  | DeKalb County | Daviess County  |

## Geschichte
Gentry County wurde am 12. Februar 1841 aus Teilen des Clinton County gebildet. Benannt wurde es nach Colonel Richard Gentry, der 1837 im Seminolenkrieg starb.

## Demografische Daten
Nach der Volkszählung im Jahr 2010 lebten im Gentry County 6738 Menschen in 2670 Haushalten. Die Bevölkerungsdichte betrug 5,5 Einwohner pro Quadratkilometer. In den 2670 Haushalten lebten statistisch je 2,47 Personen.
Ethnisch betrachtet setzte sich die Bevölkerung zusammen aus 98,2 Prozent Weißen, 0,5 Prozent Afroamerikanern, 0,3 Prozent amerikanischen Ureinwohnern, 0,3 Prozent Asiaten sowie aus anderen ethnischen Gruppen; 0,7 Prozent stammten von zwei oder mehr Ethnien ab. Unabhängig von der ethnischen Zugehörigkeit waren 0,6 Prozent der Bevölkerung spanischer oder lateinamerikanischer Abstammung.
24,6 Prozent der Bevölkerung waren unter 18 Jahre alt, 55,8 Prozent waren zwischen 18 und 64 und 19,6 Prozent waren 65 Jahre oder älter. 51,7 Prozent der Bevölkerung war weiblich.
Das jährliche Durchschnittseinkommen eines Haushalts lag bei 35.556 USD. Das Pro-Kopf-Einkommen betrug 19.021 USD. 14,9 Prozent der Einwohner lebten unterhalb der Armutsgrenze.

## Ortschaften im Gentry County
Citys
| - Albany - Darlington - King City | - McFall - Stanberry |

Village
- Gentry

Unincorporated Communities
| - Alanthus Grove - Albany Junction - Berlin - Carmack - Ellenorah | - Enyart - Evona - Ford City - Gentryville - Island City | - Lone Star - McCurry - Siloam Springs - Whitten |

## Gliederung
Das Gentry County ist in acht Townships eingeteilt:
| Township         | Einwohner (2010) | FIPS     |
| ---------------- | ---------------- | -------- |
| Athens Township  | 2178             | 29-02386 |
| Bogle Township   | 210              | 29-06868 |
| Cooper Township  | 1859             | 29-16282 |
| Howard Township  | 100              | 29-33328 |
| Huggins Township | 146              | 29-33598 |
| Jackson Township | 1425             | 29-35774 |
| Miller Township  | 432              | 29-48224 |
| Wilson Township  | 388              | 29-80188 |